# Sporting Club Chabab Mohammédia
Lo Sporting Club Chabab Mohammédia, noto come Chabab Mohammedia e abbreviato in SCCM, è una società calcistica marocchina con sede nella città di Mohammedia. Milita nella Botola 1 Pro, la massima serie del campionato marocchino di calcio.
È il club più popolare della città di Mohammedia e rivestì un importante ruolo fornendo molti giocatori alla nazionale marocchina che vinse la Coppa d'Africa 1976. Ha vinto un campionato marocchino, 2 Coppe del Marocco e una Supercoppa del Marocco.

## Storia
Sebbene il club sia stato fondato nel 1948, un anno dopo l'Ittihad Mohammedia, è considerato il primo club della città in termini di titoli e successi nonché di seguito popolare rispetto all'Ittihad Mohammedia. I colori sociali sono il rosso e il nero.
La SCCM fu fondata da alcuni appassionati di calcio che intendevano colmare il vuoto lasciato dal ritiro della Fedala Sport dopo che la Francia aveva concluso il suo protettorato in Marocco nel 1956.
Il club ha giocato in seconda divisione prima di entrare nell'élite nazionale nell'epoca della Federazione calcistica del Marocco. Questa promozione è stata acquisita alla fine della stagione 1959-1960.
Lo Chabab Mohammedia ha vissuto il suo periodo migliore negli anni '70 e '80. Durante il suo periodo d'oro, il club è stato uno dei principali bacini da cui ha attinto la nazionale marocchina che ha vinto la Coppa d'Africa 1976: vestivano la maglia rossonera il Pallone d'Oro africano e migliore marcatore della selezione nazionale Ahmed Faras, Hassan Amcharrat Tahar Raâd e altri giocatori. 
La ricerca del primo successo in campionato proseguì invano negli anni '80, dopo che lo Chabab vinse due volte la Coppa del Trono, la coppa nazionale marocchina, nel 1972 e nel 1975.
Dopo aver giocato nella prima divisione marocchina nel 2008-2009, nella stagione 2018-2019 il Mohammedia militò nella terza divisione. La squadra, allenata dall'ex calciatore Rachid Rokki, ottenne la promozione con quattro giornate di anticipo sulla fine della stagione e chiuse poi il campionato con il maggior numero di gol realizzati (37) e il minor numero di gol subiti (16), per un totale di 16 vittorie, 6 pareggi e 4 sconfitte. 
Nel gennaio 2019 il club annunciò che Rivaldo si sarebbe unito al club come direttore tecnico una volta ottenuta la promozione nella seconda serie e sarebbe diventato l'allenatore del club a partire dalla stagione 2019-2020. Al suo posto, però, fu chiamato, nel luglio 2019, Marco Simone, con Rivaldo nominato consigliere del club.
Tra il 2018 e il 2020 il club ha ottenuto due promozioni consecutive, passando in due anni dalla terza serie alla massima serie.

## Palmarès

### Competizioni nazionali
- Campionato marocchino: 1

1979-1980
- Campionato marocchino di seconda divisione: 2

1948-1949, 2019-2020
- Campionato marocchino di terza divisione: 1

2018-2019
- Coppa del Marocco: 2

1971-1972, 1974-1975
- Supercoppa del Marocco: 1

1975

### Altri piazzamenti
- Coppa del Marocco:

Finalista: 1978-1979, 1998-1999
Semifinalista: 2008-2009